# Nitrométhane
Le nitrométhane est un composé organique dont la formule chimique est CH3NO2. Il est le plus simple composé organique nitré. Il s'agit d'un liquide hautement polaire habituellement utilisé comme solvant dans les applications industrielles, comme les extractions, en tant que réactif ou solvant de nettoyage. En tant qu'intermédiaire dans la synthèse organique, il est très utilisé dans la fabrication de produits pharmaceutiques, pesticides, explosifs et fibres. Il est également utilisé comme carburant à haut potentiel pour les véhicules de course et, mélangé à des huiles, dans le modélisme.

## Préparation
Le nitrométhane peut être synthétisé par réaction du chloroacétate de sodium avec le nitrite de sodium en solution aqueuse :
ClCH2COONa + NaNO2 + H2O → CH3NO2 + NaCl + NaHCO3
Il est extrait du mélange réactionnel par distillation.
À l'échelle industrielle, il est produit par nitration du méthane en faisant réagir en phase vapeur le méthane et l'acide nitrique.

## Applications
Le nitrométhane est un solvant couramment utilisé en chimie organique.

### Solvant
Le nitrométhane est souvent utilisé comme solvant organique dans les réactions d'alkylation de Friedel-Crafts ou de réarrangement de Fries.

### Carburant
Le nitrométhane est utilisé comme carburant pour les véhicules de course, en particulier pour les dragsters, afin de fournir plus de puissance. Il est également utilisé comme comburant, pour donner un apport en oxygène dans les moteurs thermiques de voitures et avions radiocommandés. Dans ces deux cas, il est souvent simplement surnommé nitro.
L'oxygène contenu par le nitrométhane lui permet de brûler avec beaucoup moins d'apport d'oxygène atmosphérique que d'autres hydrocarbures, comme l'essence par exemple. La réaction de combustion est la suivante :
4CH3NO2 + 3O2 → 4CO2 + 6H2O + 2N2
14,6 kg d'air sont requis pour la combustion d'un kilogramme d'essence, mais seulement 1,7 kg sont requis pour un kilogramme de nitrométhane. Comme le cylindre d'un moteur ne peut contenir qu'une quantité limitée d'air à chaque cycle, on peut donc brûler 8,7 fois plus de nitrométhane que d'essence. Cependant, le nitrométhane a une densité énergétique inférieure à celle de l'essence (11,3 MJ/kg pour le nitrométhane contre 42 à 44 MJ/kg pour l'essence). Ceci permet de déduire que le nitrométhane employé seul génère environ 2,3 fois plus d'énergie que l'essence lorsqu'il est combiné avec un volume d'oxygène donné.
Le nitrométhane peut aussi être utilisé comme monergol, car il peut se décomposer suivant la réaction :
4CH3NO2 → 4CO + 4H2O + 2H2 + 2N2

## Explosif
Avec le nitrate d'ammonium, le nitrométhane est le constituant d'un explosif binaire appelé Kinestik.